# Helicobacter pylori
Хеликобактер пилори (лат. Helicobacter pylori) је бактерија која се среће само код људи у доњем делу желуца (пилорусу) и доводи се у везу са настанком запаљења желуца (гастритиса), чира дванаестопалачног црева ређе желуца. Ова бактерија је у стању да из уреје ослободи амонијак, који јој омогућава преживљавање у врло киселој средини желуца.

## Особине
Хелокобактер је грам-негативна бактерија спиралног облика, која на једном крају поседује неколико трепљи помоћу којих се креће. Хеликобактер производи и ослобађа ензиме оксидазу, каталазу и уреазу. Уреаза разлаже уреу и ослобађа амонијак, који има базна својства и неутралише киселину желуца, тако да ова бактерија преживљава у изузетно негостољубивој средини желуца. Каталаза разлаже водоник пероксид. Култура ових бактерија може се узгајати под микроаеробним условима (90% азот, 5% кисеоник, 5% угљен-диоксид).
Хеликобактер се преноси феко-оралним путем. Распрострањен је широм света, посебно код група које живе у лошим хигијенским условима. Код преко 50% становништва може се пронаћи ова бактерија. Бактерија је покретљива захваљујући бичевима (флагелама) на једном крају и брзо колонизује слузокожу желуца. Поред поменутих ензима (оксидазе, каталазе и урејазе), хеликобактер производи и вакуолизирајући цитотоксин, који изазива изумирање епителних ћелија желуца.

## Симптоми и болести
Инфекција хеликобактером често протиче и без симптома. Временом се може јавити:
- хронични, површни гастритис, тип Б, који може трајати годинама и деценијама без симптома или са блажим тегобама у виду мучнине, неодређеним боловима у пределу желуца,
- чир дванаестопалачног црева, ређе желуца, јер изумирањем епителних ћелија се слаби желудачна баријера, која штити од киселине,
- хронични, атрофични гастритис из кога се може развити рак желуца (аденокарцином желуца).

Присуство хеликобактера се може утврдити биопсијама слузокоже желуца, а затим његовим узгајањем и доказивањем урејазе и каталазе.
У терапији се користи комбинација антибиотика и инхибитора протонске пумпе, који се узимају 7 дана. Терапија је успешна у преко 95% случајева.